# Southern California Street Music
Southern California Street Music è l'ottavo album del gruppo musicale statunitense Voodoo Glow Skulls, pubblicato il 18 settembre 2007 dall'etichetta discografica Victory Records (VR 348).
Quest'album, a differenza della maggior parte degli altri della band, non contiene nessuna cover. Tutti i brani sono stati scritti dal gruppo.

## Tracce
1. Exorcism - 2:24
2. Fire in the Dancehall - 2:58
3. The Ballad of Froggy McNasty - 3:19
4. Discombobulated - 2:38
5. Home Is Where the Heart[ache] Is - 2:30
6. While My City Sleeps - 3:03
7. Dancing on Your Grave - 2:07
8. When the World Stops Turning - 3:02
9. Southern California Street Music - 2:37
10. Death Wish List - 2:16
11. Say Hello to My Little Friend - 2:27